# Fabriekscomplex Jannink
Fabriekscomplex Jannink of katoenspinnerij Jannink & Zn. is een fabriekscomplex aan de Haaksbergerstraat in de Overijsselse stad Enschede. Het complex is in 1900 naar Engels voorbeeld gebouwd ten behoeve van de textielindustrie en is een Rijksmonument. De voormalige spinnerij bestaat uit twee haaks op elkaar geplaatste bouwvolumes van twee en drie verdiepingen, met op de snijlijn een toren.
De firma Jannink sloot in 1967 de fabriek. Rond 1975 werd een deel van het complex verbouwd tot textielmuseum en later kwamen er ook appartementen in het gebouw. Het textielmuseum Jannink was tot 2008 gevestigd in de oude spinnerij. Het museum is daarna verhuisd en opgegeaan in De Museumfabriek (voorheen: TwentseWelle).
In maart 2018 kreeg het museumdeel van het Jannink een nieuwe bestemming. Het gezondheidscentrum Veldpoort opende er zijn deuren.  

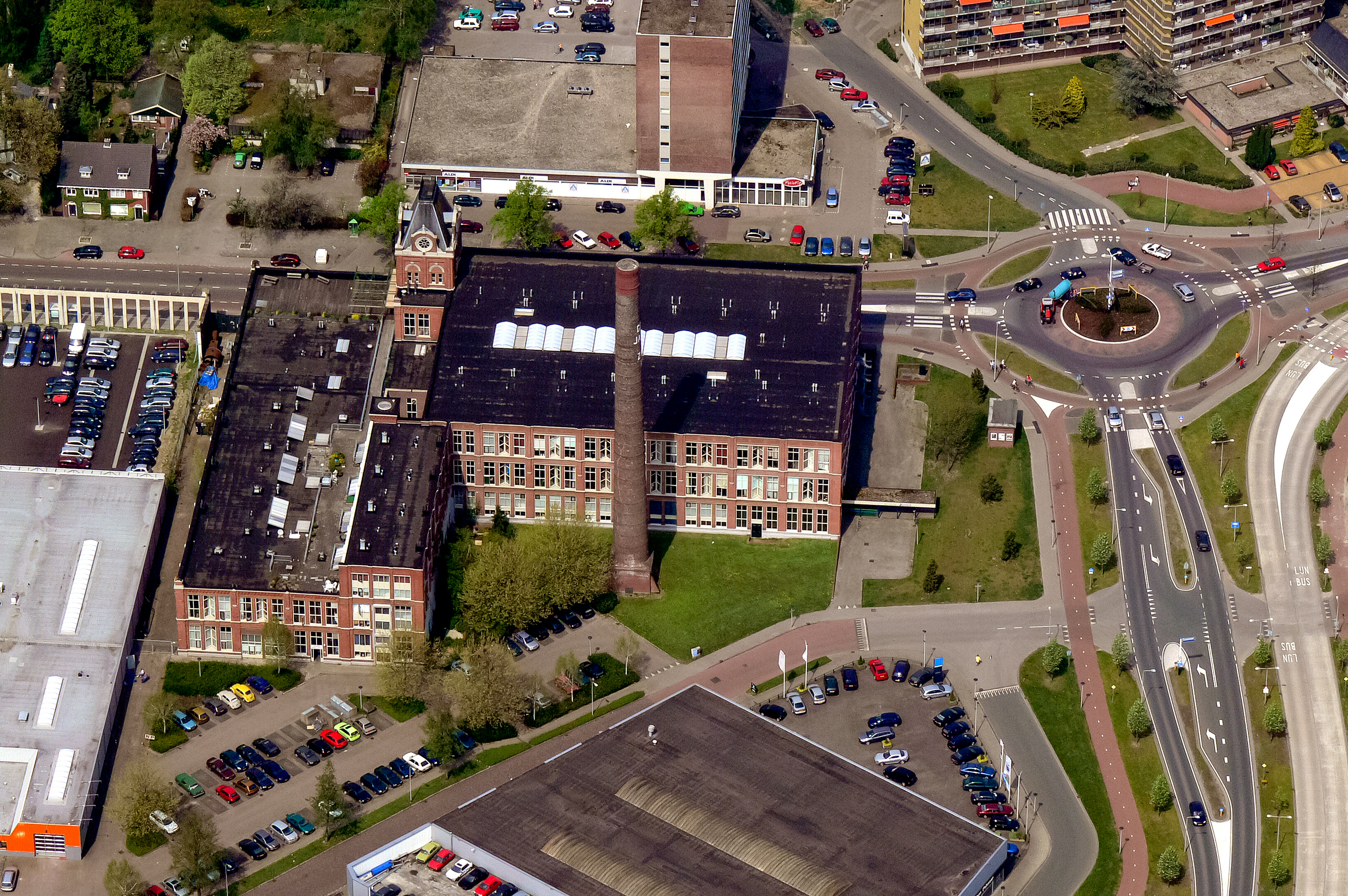
Het Janninkscomplex vanuit de lucht
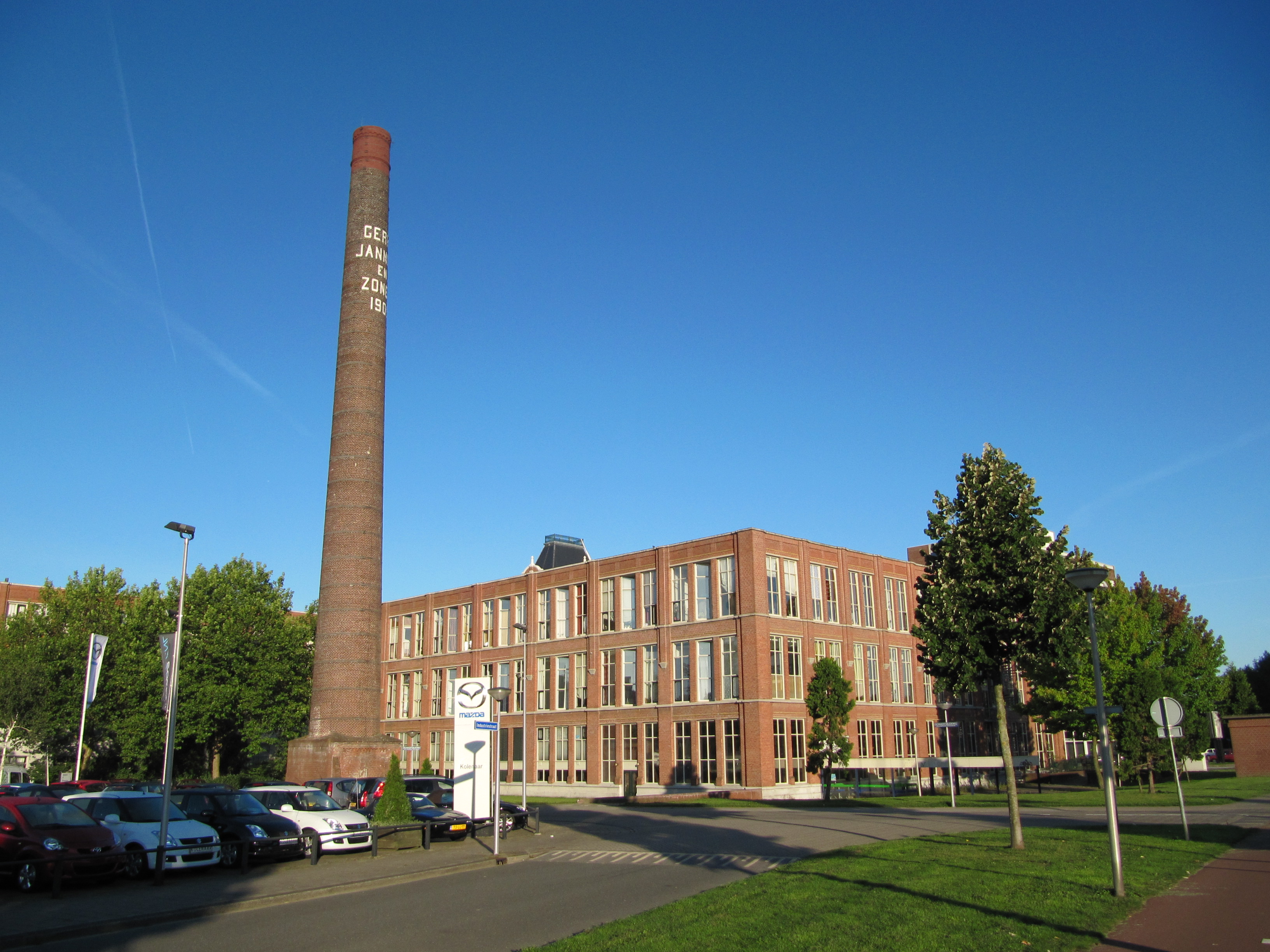
Monumentale schoorsteen